# Thyene typica
Thyene typica es una especie de araña saltarina del género Thyene, familia Salticidae. Fue descrita científicamente por Jastrzebski en 2006.
Habita en Nepal.